# Siliquamomum
Siliquamomum es un género de plantas con flores perteneciente a la familia Zingiberaceae. Comprende dos especies.

## Taxonomía
El género fue descrito por Henri Ernest Baillon y publicado en Bulletin Mensuel de la Société Linnéenne de Paris 2: 1193. 1895. La especie tipo es: Siliquamomum tonkinense Baill.

## Especies aceptadas
A continuación se brinda un listado de las especies del género Siliquamomum aceptadas hasta mayo de 2015, ordenadas alfabéticamente. Para cada una se indica el nombre binomial seguido del autor, abreviado según las convenciones y usos.	
- Siliquamomum oreodoxa N.S.Lý & Škorničk.
- Siliquamomum tonkinense Baill.